# Cheumatopsyche ehi
Cheumatopsyche ehi là một loài Trichoptera trong họ Hydropsychidae. Chúng phân bố ở miền Ấn Độ - Mã Lai.